# Skordalia
La Skordalia (in greco  σκορδαλιά?) è un meze (in greco  μεζές?) che solitamente accompagna piatti di pesce specialmente fritto.
Di questa salsa ne esistono principalmente due varianti, una con le patate, ed una con le noci.
Si prepara tritando finemente aglio, noci o patate, pane bagnato olio d'oliva e aceto.